# بهرام اردبیلی
بهرام اردبیلی (زاده ۱۳۲۱ اردبیل - درگذشته ۱۳۸۴ تهران) شاعر ایرانی بود. وی یکی از شاعران گروه شعر دیگر در دهه ۱۳۴۰ و از امضاکنندگان بیانیه شعر حجم بود.

## زندگی

### نوجوانی
بهرام اردبیلی، با نام پیشین طاهر علفی اردبیلی، در روز ۲۴ اسفند ماه سال ۱۳۲۱ در اردبیل زاده شد. او در سن چهارده سالگی به تهران رفت و در دفتر ثبت و اسناد رسمی مشغول به کار شد. در این زمان بهرام اردبیلی بی‌سواد بود اما شمایل کتاب‌هایی که در قفسه‌های این دفتر اسناد رسمی می‌دید، مجذوبش کرده بودند. آن‌ها را برمی‌داشت و ورق می‌زد بی‌آن‌که توان خواندن این اوراق را داشته باشد. بهرام برای این‌ که بتواند همین کتاب‌ها را بخواند، به خود زبان فارسی آموخت. به مرور به خواندن اشعار شاعران پارسی‌گوی نشست و هرچند به گفته‌ی خود، بسیاری از این اشعار را نمی‌فهمید اما ذهن شاعرش داشت از این متون کلمه می‌چید.

### شعر دیگر و شعر حجم
وی در سن ۲۲ سالگی اولین شعرش را در مجله فردوسی چاپ کرد. در این دوران بود که اردبیلی با شاعران شعر دیگر و آنانی که بعدها به گروه شعر حجم معروف شدند آشنا شد. اولین دوستان او شاعران جنوبی این طیف از شعر آزاد فارسی بودند. هوشنگ چالنگی از نخستین معاشرین او بود و از طریق هم‌ او بود که بهرام اندک اندک دیگر شاعران هم‌سوی خود را یافت. این شاعران همگی به نحوی اطرافیان فریدون رهنما به حساب می‌آمدند و بیشترشان،از جمله بهرام اردبیلی، زیر مدیریت او در اداره‌ی رادیو و تلویزیون مشغول به کار بودند. در همین سال‌های میانی دهه‌ی چهل شمسی بود که بهرام اردبیلی مسئولیت انتشار دفتر‌های «شعر دیگر» را به عهده گرفت و با انتشار دو شماره اثری انکارناپذیر بر جریان شعر آوانگارد فارسی گذاشت. در این دو دفتر تعدادی از سرآمدان شعر آوانگارد فارسی همکاری داشتند، من جمله بیژن الهی، هوشنگ آزادی‌ور، فیروز ناجی، پرویز اسلام‌پور، و ... . اما انتشار این جُنگ شعر به دلیل مشکلات مالی و همچنین مهاجرت بسیاری از شاعران اصلی این‌گروه از ایران، متوقف شد.
بعد از توقف انتشار شعر دیگر بود که بیانیه‌ی شعر حجم منتشر شد. بهرام اردبیلی یکی از امضاکنندگان این بیانیه است اما در سال‌های بعد به وضوح از این‌که این بیانیه را امضا کرده بود ناخرسند بود و حتی از این بیانیه‌ به عنوان «دام حجم» یاد می‌کند که یدالله رویایی برای دیگران پهن کرده بود. اردبیلی معتقد بود که آن دسته‌ای از شاعران پیشروی دهه‌ی چهل بیانیه‌ی شعر حجم را امضا کردند که به لحاظ مالی فقیر بودند. به گفته‌ی او این شاعران، من جمله خود او، این بیانیه را امضاء کردند تا بتوانند همچنان به خانه‌ی یدالله رویایی بروند و «شام بخورند.»

### ازدواج و سفر به هند
بهرام پیش از ازدواج با همسرش، مهری فروتن، نامش را، که طاهر علفی بود، به بهرام اردبیلی تغییر داد. او چند سالی بعد از ازدواجش و در اواسط دهه‌ چهل شمسی به هند مسافرت کرد و مدتی را در آن دیار زیست. او دلیل این هجرت چند ساله را یکی تب هیپی‌گری می‌دانست که آن روزها جهان را در نوردیده بود و دیگر آن‌که تمام دوستانش به جایی از جهان مهاجرت کرده بودند. با این‌حال بر این باور هم بود که می‌خواست از زندگی با همسرش دل بکند. او در هند به یوگا و طبّالی روی آورد و گرایشش به عرفان بیش از پیش شد. در بازگشت از این سفر بود که در مرز افغانستان با ایران به دلیل حمل حشیش بازداشت و به دوسال زندان محکوم شد. شعرهایی که در مدت زندان و یک سال بعد از آن نوشته بود را به همراه نزدیک‌ترین دوستش، بیژن الهی، تایپ کرد و در چمدانی در خانه‌ی برادرش باقی گذاشت تا به موقع برای انتشارشان اقدام کند و بعد از ایران خارج شد. این سفر دوم که باز هم به مقصد هند بود چندان طولانی شد که تا سالیان دراز به ایران بازنگشت. در این حین انقلاب ۱۳۵۷ اتفاق افتاد و خانواده‌ی بهرام از ترس آن‌که محتویات آن چمدان سیاسی باشد چمدان را از بین بردند.
اردبیلی این بار مدتی طولانی‌تر در هند ماند. البته، هر شش ماه باید از هند خارج می‌شد و به جایی دیگر می‌رفت و دوباره به هند باز می‌گشت چون هند ویزای بیش از شش ماه صادر نمی‌کرد. او در این دوران با زنی آمریکایی ازدواج کرد که حاصل این ازدواج یک فرزند پسر بود. پس از این دوره مدتی را در یونان و دو سال را در هلند گذراند.اندک زمانی هم در فرانسه زیست اما از این کشور و مردمانش دل خوشی نداشت. این بود که در نهایت به اسپانیا رفت و بیست سال پایانی عمر خود را در جزایر قناری سکنی گزید.البته در تمام این سال های سفر هیچ چیز ننوشت و چند سالی را در روزه‌ی سکوتی طولانی گذراند.

### مرگ
اردبیلی چند روزی پس از سومین سفرش به ایران در ۳۰ بهمن ۱۳۸۴ به علت ایست قلبی در گذشت و در بهشت زهرا به خاک سپرده شد. وی مدت‌ها بود از بیماری رنج می‌برد و حتی مقدمات خاکسپاریش را در جزایر قناری فراهم کرده بود.
یکی از نکات بسیار جالب این شاعر خودآگاهی او از مرگش است.

## ویژگی‌های شعر
بهرام اردبیلی تا اواسط نوجوانی بی‌سواد بود و فارسی را خودش و بی‌هیچ کمکی آموخته‌ بود. برای تمرین فارسی آن‌چه می‌خواند کتاب‌های دشواری بود که در محل کارش در دست داشت و این‌ها عبارت بودند از اشعار نظامی، مولوی، ابوسعید ابوالخیر و دیگران. تاثیر این شاعران و مفاهیم آثارشان در شعر بهرام اردبیلی بارز است. اشاره‌ به نظامی و خاقانی را می‌توان در جای جای اشعار اردبیلی جست. نمونه‌ی بارز این تاثیر را می‌توان در شعر «هفت پیکر» او دید. در همین راستا می‌توان گفت که شعر اردبیلی لبریز است از ارجاعات به سنت‌ها و فولکلورهای ایرانی. مثلاً:
میل دارم

             فروردین سال باشم و
            دژم کنم این باد را به سودابه
تا تنها تو باشی

                     زیور اندام ِ فریدون— بهرام اردبیلی، شعر «سیاوش در تخت جمشید»
یا در جایی دیگر که می‌نویسد:
همسرم!
این دعا و قسم را که سخت ناخواناست
به گردن اسبی بیاویز
که بر اجساد سربازان و ما خواهد گذشت.
اسبی به هیأت ِ انسان

به هیبت بهمنی در سهند— بهرام اردبیلی، شعر «ذوذنبی بر خاک»
چنان که در شعر فوق می‌بینیم، حتی شکلی که طبیعت در شعر اردبیلی بازنموده می‌شود در خود روحی دارد که خواننده را مدام با پس‌زمینه‌ای ایرانی مواجه می‌کند. 
در عین حال شعر اردبیلی خصایصی اشراقی یا عرفانی هم دارد.به عبارتی شعر او بسیار شهودی و گاهی مطلقاً عارفانه‌ست. اما در این‌جا دیگر خواننده با عرفان آشنای ایرانی-اسلامی مواجه نیست. عرفان اردبیلی عرفانی شخصی‌ست، اما اگر قرار بر یافتن خط و ربط این عرفان باشیم شاید بتوان آن را عرفان‌های هندی یافت. بهرام اردبیلی عمیقاً درگیر مفاهیم و باورهای بودایی و دیگر آیین‌های شرقی بود و اثر این ساخت‌های فرهنگی در شعر او به وضوح نمایان است. برای مثال:
برهما گفت:
                 خاطره‌هایم، شناکنان
به کناره‌ی ذهنم بازگشتند— بهرام اردبیلی، شعر «به هم پیوستم/تارهایی برای آن‌که آواز بخوانی»